# Завиет-эль-Эриан
Завиет-эль-Эриан (араб. زاویة العریان‎) — город в Нижнем Египте, расположен между Гизой и Абусиром. На западе от города, в пустынной местности находится некрополь с аналогичным названием. В Завиет-эль-Эриане находятся два пирамидальных комплекса и пять мастаб.

## Пирамиды

### Слоёная пирамида

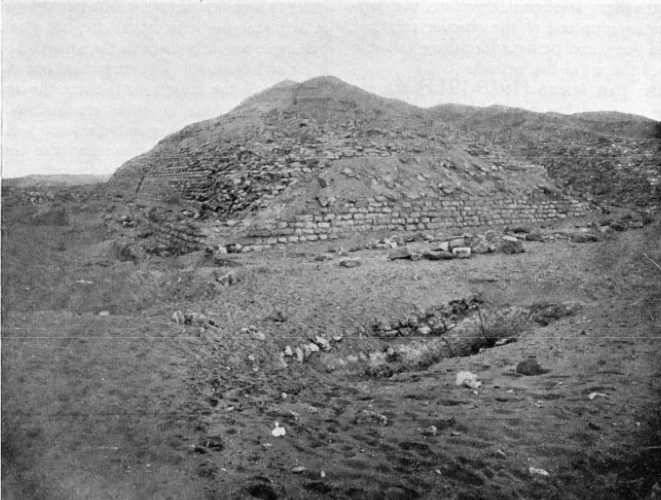
Слоёная пирамида, северо-восточная сторона.

Слоёная пирамида была построена во времена III династии, вполне возможно в период царствования Хабы. Пирамида должна была быть ступенчатой, возможно, с пятью или семью ступенями. Фрагментов облицовки обнаружено не было, что может свидетельствовать о том, что пирамида не была закончена. Расположение подземных камер такое же, как и у пирамиды Сехемхета. Коридор, ведущий во внутренние помещения, имеет 32 боковые камеры, предназначенные для хранения погребальных принадлежностей.

### Незавершённая пирамида
Незавершённая пирамида (координаты 29.940204, 31.151589), также называемая Северной пирамидой, принадлежала фараону, имя которого не удалось установить. Пирамида в полуразрушенном состоянии. Единственное, что от неё осталось, — это квадратное основание с ядром, на котором должна была быть построена пирамида. Недалеко в траншее был найден расколотый саркофаг из розового гранита, который мог быть изготовлен в более ранний или поздний период. Учёные подозревали о наличии подземных камер, но раскопки не представлялись возможными, так как данная территория является частью военной базы.

## Некрополь

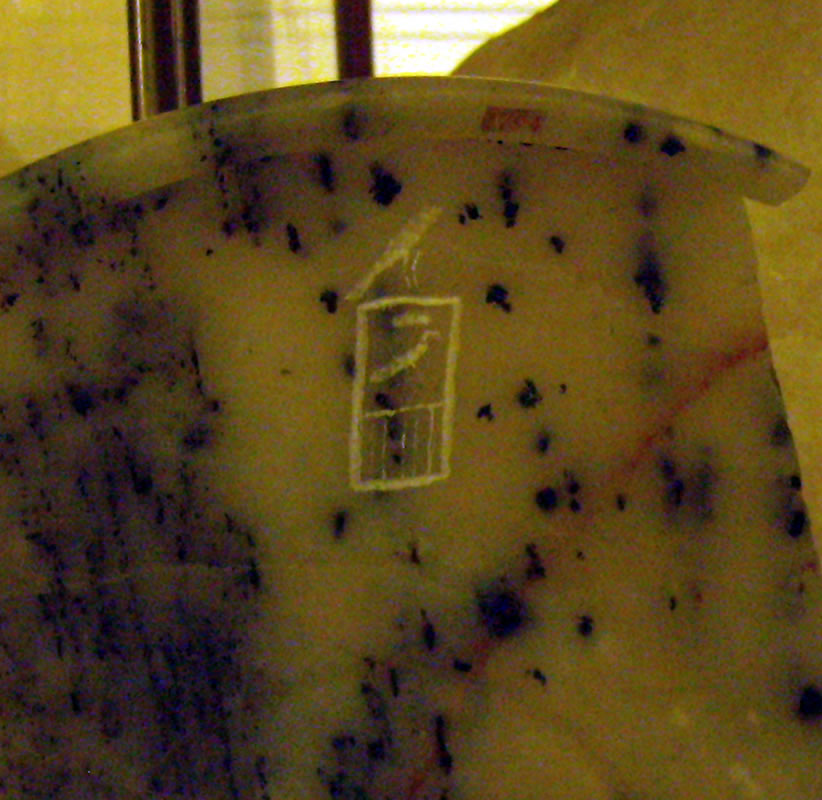
Серех с именем Хабы.

Завиет-эль-Эриан окружён по меньшей мере пятью разными захоронениями, которые относят ко временам I-й, II-й, поздней III-й и XVIII-й династиями, а также к Римскому периоду. Среди этих захоронений только в одном, датированном концом III династии, находятся большие гробницы, четыре из которых — мастабы из необожжённого кирпича. Рейснер и Фишер обнаружили, что гробницы некрополя, окружавшего пирамиду фараона, принадлежат членам царской семьи и их приближённым. В радиусе 200 метров к северу от Слоёной пирамиды находится большая мастаба, известная как Z500, в которой было найдено восемь мраморных чаш с серехами фараона Хабы. Основываясь на этом, Рейснер и Фишер предположили, что «если эта мастаба принадлежала тому кто связан со строителем пирамиды, то, вполне возможно, его звали Хаба». С этим предположением согласны большинство египтологов, считающих, что Слоёная пирамида принадлежит именно Хабе.

## Завиет-эль-Эриан сегодня
С 1960 года большая часть территории Завиет-эль-Эриан была отведена под нужды военной базы. Начиная с 1964 года свободный доступ к пирамидам был ограничен. Раскопки в данной местности запрещены. На территории некрополя размещены военные постройки, а на месте Незаконченной пирамиды организована свалка. В каком состоянии находятся погребальные комплексы, на данный момент неизвестно.